# Nowy Wachów (osada leśna)
Nowy Wachów – osada leśna w Polsce położona w województwie opolskim, w powiecie oleskim, w gminie Olesno.
W latach 1975–1998 miejscowość administracyjnie należała do województwa częstochowskiego.